# Комзюк Ярослав Васильович
Яросла́в Васи́льович Комзю́к (нар. 21 грудня 1970, Луцьк, Волинська область, Українська РСР, СРСР) — український футболіст та футзаліст, що грав на позиції захисника та півзахисника. Найбільш відомий за виступами у клубі «Волинь» у вищій лізі чемпіонату України, житомирському «Хіміку» в першій українській лізі, та лієпайському «Металургсі» у найвищому дивізіоні Латвії. Після закінчення виступів на футбольних полях — український футбольний тренер.

## Клубна кар'єра
Ярослав Комзюк народився в Луцьку. Майбутній футболіст закінчив луцьку ЗОШ № 1, де й розпочав займатися футболом у Ігора Безуглого, майбутнього арбітра вищої ліги та голови Волинської обласної федерації футболу. Пізніше, після того, як його перший тренер став футбольним арбітром, продовжив заняття у Володимира Байсаровича. Виступи на футбольних полях розпочав у чемпіонаті області в луцькій аматорській команді «Електрик». Пізніше служив строкову службу в Радянській Армії, після повернення з армії знову грав у чемпіонаті області за «Електрик», пізніше за нововолинський «Шахтар», а також за луцький «Підшипник». У 1994 році тренери «Волині» Роман Покора та Володимир Байсарович запросили Ярослава Комзюка до луцького клубу вищої української ліги. Проте у першому сезоні Комзюк лише двічі виходив на поле у матчах вищої ліги, а з початку наступного сезону відіграв лише 5 матчів чемпіонату, і став гравцем команди першої ліги «Хімік» із Житомира. У цій команді відіграв два з половиною роки, та повернувся до луцької команди, яка на той час уже вибула до першої ліги. У команді цього разу став одним із основних гравців захисту, відігравши в чемпіонаті 37 матчів, проте команда поступово опускалась у турнірній таблиці й у першій лізі. Наступного сезону Комзюк відіграв 31 матч у першій лізі, а команда зайняла лише 14 місце, та ледь не понизилась у класі. Наступний сезон футболіст розпочав у луцькій команді, де відіграв 17 матчів, та перейшов до команди найвищого дивізіону Латвії «Металургс» з Лієпаї. У складі латвійської команди Комзюк був бронзовим призером латвійської першості, грав у фіналі Кубка Латвії, де його команда поступилась ризькому «Сконто», та грав у єврокубках. На початку 2001 року футболіст повернувся до «Волині», яка після повернення на посаду головного тренера Віталія Кварцяного зуміла дещо піднятись у турнірній таблиці першості. У сезоні 2000—2001 після повернення з Латвії Комзюк відіграв лише 11 матчів, проте наступного сезону він став основним гравцем команди, відігравши в чемпіонаті України 30 матчів, допомігши клубу виграти турнір першої ліги. Наступного сезону у вищій лізі Комзюк вже не був постійним гравцем основи, зігравши за клуб 18 матчів, хоча сам клуб відіграв найуспішніший для себе сезон, зайнявши шосте місце у вищій лізі. Наступного сезону Комзюк відіграв лише 5 матчів у першості України, та завершив виступи у професійних футбольних командах. Після цього Ярослав Комзюк грав за аматорський клуб ОДЕК, після чого завершив виступи на футбольних полях.

## Після завершення футбольної кар'єри
Після завершення виступів на футбольних полях Ярослав Комзюк деякий час займався бізнесом, пізніше працював тренером у луцькій ДЮСШ № 2, та головним тренером луцької аматорської команди «Вотранс-ЛСТМ». У 2013 році колишній футболіст очолив юнацьку команду «Волині» по запрошенню головного тренера основної команди клубу Віталія Кварцяного. Пізніше Ярослав Комзюк працював асистентом головного тренера, паралельно грав також за аматорський ФК «Луцьк». У кінці липня Віталій Кварцяний відправив у відставку Комзюка і свого старшого тренера Володимира Дикого після розгромної поразки лучан в чемпіонаті України від дніпровського «Дніпра», після чого Комзюк став граючим тренером «Луцька». Проте, після покращення фінансового стану «Волині», ФК «Луцьк» вимушений був знятися із розіграшу аматорського чемпіонату України, незважаючи на попередні заяви про продовження участі команди в чемпіонаті. Пізніше Ярослава Комзюка знову запросили до роботи у тренерському штабі «Волині».
13 липня 2017 року, після відставки Віталія Кварцяного з поста головного тренера «Волині», Ярослав Комзюк призначений на посаду головного тренера луцького клубу. Проте після невдалого старту команди в чемпіонаті 21 серпня 2017 року Комзюк подав у відставку з поста головного тренера клубу.
29 червня 2018 року призначений головним тренером аматорського футбольного клубу «ОДЕК», на цій посаді пропрацював до 2019 року. У 2020 році повернувся до тренерського складу «Волині», де пропрацював до початку 2022 року.

## Досягнення
- Переможець Першої ліги України: 2001–2002
- Бронзовий призер чемпіонату Латівії: 2000
- Фіналіст Кубка Латвії: 2000